# Ейприлин Пайк
Ейприлин Пайк (на английски: Aprilynne Pike) е американска писателка на бестселъри в жанра фентъзи и юношески любовен роман.

## Биография и творчество
Ейприлин Джонсън Пайк е родена през 1981 г. в Солт Лейк Сити, Юта, САЩ. Отраства във Феникс, Аризона. От малка иска да пише. Получава стипендия и учи в колежа „Люис-Кларк“ в Люистън, Айдахо, където получава бакалавърска степен по творческо писане през 2001 г. По време на следването си се запознава със съпруга си Кенет Пайк, и докато той служи две години на мисия в мормонската църква си пишат писма.
След дипломирането си се женят и преместват в Прово, Юта, където съпругът ѝ учи философия, а тя работи временни работи като сервитьорка и мениджър в ресторант. След раждането на първото си дете пише първия си ръкопис. Работи като възпитателка и завършва курс за редактори в частния мормонски университет „Бригам Янг“, за да работи като редактор. После се преместват за известно време във Финикс, където ражда второто си дете, след което се връщат в Прово, и тя пише още два ръкописа, но не успява да ги реализира. Тогава се насочва към фентъзи жанра и завършва ръкописа си седмици преди да роди третото си дете.
Първият ѝ роман „Криле“ от едноименната поредица е публикуван през 2009 г. Главната героиня Лоръл малко преди да навърши 16 години разбира, че не е обикновено момиче, a елф, изпратен като бебе в света на хората, за да стане част от него. Тя има мисия да помогне в опазването на вратите към Авалон – царството на елфите, в хилядолетната битка между тролове и елфи. Разкъсвана между любовта си към своя приятел – човек и към красивия елф Тамани, тя трябва да избере своя път в живота. Романът става бестселър и я прави известна.
Произведенията на писателката често са в списъците на бестселърите. Те са преведени на повече от 25 езика по света.
Ейприлин Пайк живее със семейството си във Финикс.

## Произведения

### Серия „Криле“ (Wings)
1. Wings (2009)
Криле, изд. „Пробуук“ София (2011), прев. Савена Златкиче
2. Spells (2010)
3. Illusions (2011) – издаден и като „Wild“
4. Destined (2012)
5. Arabesque (2016)

### Серия „Живот след кражба“ (Life After Theft)
- One Day More (2013) – предистория

1. Life After Theft (2012)

### Серия „Земен“ (Earthbound)
1. Earthbound (2013)
2. Earthquake (2014)
3. Earthrise (2015)

### Серия „Хрониките Шарлот Уестинг“ (Charlotte Westing Chronicles)
1. Sleep No More (2014)
2. Sleep of Death (2014)

### Серия „Блясък“ (Glitter)
1. Glitter (2016)
2. Shatter (2018)